# Williams Air Force Base

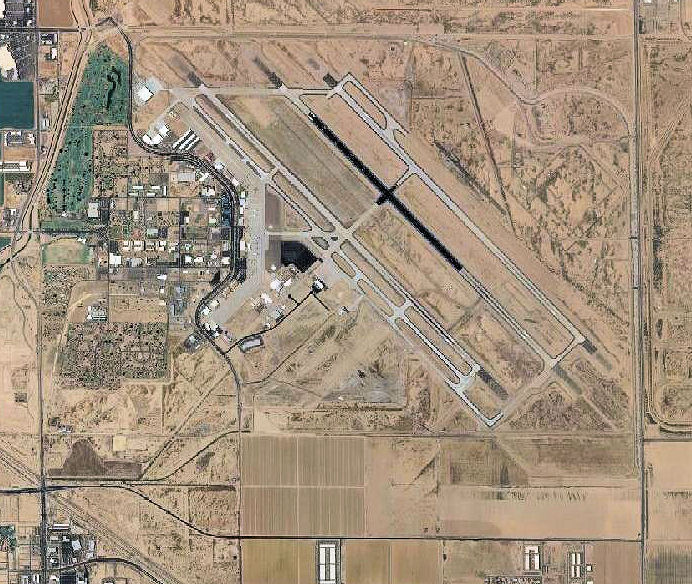
Williams Air Force Base.

La Williams Air Force Base est une ancienne base aérienne de l'United States Air Force (USAF) située près de Chandler, dans le comté de Maricopa, en Arizona.
Elle a été active de 1941 à 1993.